# 小玉愛薬局
有限会社小玉愛薬局（こだまあいやっきょく）は、かつて存在した医薬品・一般用医薬品の卸売・小売を中心とする日本の企業である。卸部門は、現在アルフレッサ ホールディングスグループの一社「ティーエスアルフレッサ」である。小売・調剤専門店となっている。

## 概要
- 本社 島根県松江市殿町150
- 資本金 150万円
- 社長 小玉愛

## 沿革
- 昭和10年7月20日設立
- 昭和51年11月卸部門を分離させ広島県広島市の「成和産業」（現：ティーエスアルフレッサ）へ譲渡
- 昭和51年11月小売・調剤専門店となる

## 関連会社
- 小玉薬局（島根県出雲市）